# آدریانا مارایس
آدریانا مارایس (انگلیسی: Adriana Marais؛ زادهٔ ۱۵ اوت ۱۹۸۳) فیزیکدان نظری، تکنولوژیست و مدافع اکتشافات فضایی اهل آفریقای جنوبی است. او به دلیل کارهایش در حوزه رمزنگاری کوانتومی و زیست‌شناسی کوانتومی شناخته شده است. آدریانا بنیان‌گذار بنیاد Proudly Human است که هدفش بررسی امکان زندگی انسانی در خارج از زمین است و همچنین مدیر بنیاد توسعه فضایی آفریقا است که بر روی پروژه Africa2Moon کار می‌کند.

## حرفه
آدریانا مارایس پس‌زمینه‌ای چشمگیر در فیزیک نظری و زیست‌شناسی کوانتومی دارد. تحقیقات او در مقطع دکتری بر تأثیرات کوانتومی در فتوسنتز و منشأ مولکول‌های پیش‌زیستی در فضا متمرکز بود. او همچنین بر روی توسعه یک سیستم اقتصادی مبتنی بر بلاک‌چین برای محیط‌های سخت کار کرده است.
در حال حاضر، آدریانا پژوهشگر در دانشگاه استلنبوش و مؤسسه ملی علوم نظری و محاسباتی در آفریقای جنوبی است. او همچنین عضو هیئت علمی دانشگاه Singularity است و به عنوان رئیس علوم فضایی در Tod'Aérs Aeronautics and Space Research فعالیت می‌کند.
علاقه شدید آدریانا به اکتشافات فضایی در مشارکت او با بنیاد توسعه فضایی آفریقا مشهود است، جایی که او در حال آماده‌سازی اولین مأموریت آفریقا به ماه است که به عنوان پروژه Africa2Moon شناخته می‌شود. او همچنین به عنوان هماهنگ‌کننده علمی در زمینه منابع فضایی با Geneva Science and Diplomacy Anticipator (GESDA) فعالیت می‌کند.